# Cayo District
Cayo ist einer von sechs Verwaltungsbezirken (Districts) des mittelamerikanischen Staates Belize und liegt im Westen des Landes an der Grenze zu Guatemala. Der Distrikt Cayo hat eine Fläche von 5.196 Quadratkilometern mit rund 69.000 Einwohnern (Berechnung 2006).
Die Hauptstadt des Distrikts ist San Ignacio. In Cayo befindet sich auch die Hauptstadt von Belize: Belmopan.

## Geographie
Weitere Städte und Orte sind Benque Viejo del Carmen, San Antonio Cayo, Valley of Peace, St. Margret's, Roaring Creek, Albaina und Spanish Lookout.
In Cayo fließen auch der Mopan und der Macal zum Belize River zusammen.

## Geschichte
Zu Zeiten der Maya war das Gebiet im Süden Cayos dominiert von Caracol, einer der größten und einflussreichsten Städte des Maya-Tieflands. Rund um die Flüsse des Distrikts war das Upper Belize River Valley, mit zahlreichen Ortschaften wie Xunantunich, Cahal Pech oder El Pilar, ein weiteres kulturelles und wirtschaftliches Zentrum der Region.
Cayo wird in sechs Wahlkreise unterteilt: Belmopan, Cayo Central, Cayo North, Cayo North East, Cayo South und Cayo West.

## Verkehrsverbindungen
Die beiden Hauptverkehrsachsen des Distrikts sind der von Osten (Belize City) nach Westen (Grenze zu Guatemala) verlaufende George Price Highway und der Hummingbird Highway, der von Belmopan nach Süden führt. Er endet im Stann Creek District an der Kreuzung der Coastal Road mit dem Southern Highway.

## Wirtschaft
Der Distrikt Cayo ist geprägt von Landwirtschaft – Hauptanbauprodukte sind Orangen, Grapefruit, Mandarinen und Bananen. Zunehmend an Bedeutung gewinnt der Tourismus.

## Nationalparks
Im Distrikt liegen zwei Nationalparks in der Nähe der Landeshauptstadt Belmopan. Beide Schutzgebiete werden von der Belize Audubon Society gemanagt.
- Blue Hole National Park.  Der Blue Hole National Park (2 km²) am Hummingbird Highway verfügt über zwei Höhlensysteme, sowie ein tiefblaues Wasserloch, das dem Park den Namen gab.
- Guanacaste National Park. Der Guanacaste National Park nördlich des George Price Highway vor den Toren Belmopans gehört zu den meistbesuchten Parks in Belize. Er hat seinen Namen von einem Guanacastebaum, dessen Stamm in drei Teile gespalten ist.

## Religion
Katholische Pfarreien existieren in Belmopan (Unsere Liebe Frau von Guadalupe), Benque Viejo del Carmen (Unsere Liebe Frau vom Berge Karmel) und San Ignacio (Herz Jesu).
Auf den Ländereien des Landgutes Carmelita beim Dorf Santa Familia gründeten Benediktiner der Subiaco Abbey in Arkansas, die zur Schweizerisch-Amerikanischen Kongregation gehört, 1971 das Priorat Santa Familia. Es wurde später auf das gegenüberliegende, rechte Ufer des Belize River verlegt, nahe dem Dorf Santa Elena.